# Scaphobaeocera montivagans
Scaphobaeocera montivagans – gatunek chrząszcza z rodziny kusakowatych, podrodziny łodzikowatych i plemienia Scaphisomatini.
Gatunek tan opisany został w 2011 roku przez Ivana Löbla.
Chrząszcz o ciele długości od 1,3 do 1,4 mm, barwy ciemnorudobrązowej z jasnorudobrązowymi do żółtawych przydatkami i rudą do ochrowej większą częścią spodu odwłoka. Czułki o członie siódmym mniej niż pięciokrotnie dłuższym od ósmego i znacznie krótszym niż człony czwarty, piąty i szósty razem wzięte. Jedenasty człon czułków jest 3-5 razy dłuższy niż szerszy i 2-2,5 raza dłuższy niż dziesiąty. Mikrorzeźba pokryw wyraźna, na przedpleczu brak jej wcale. Hypomeron z podłużnymi rowkami. Boczne części zapiersia nadzwyczaj delikatnie punktowane. Pierwszy widoczny sternit odwłoka w całości wyraźnie mikrorzeźbiony. Samiec ma wyraźnie rozszerzone człony stóp odnóży przednich.
Owad spotykany w górskich lasach, wśród ściółki i szczątków drewna. Znany tylko z filipińskiej wyspy Luzon.